# الربيع بن صبيح
الربيع بن صبيح (ت 160 هـ) كان من أوائل المسلمين ورائدًا في تدوين الحديث بين المسلمين السنة في البصرة.